# Walter Wilhelm Goetze
Walter Wilhelm Goetze (* 17. April 1883 in Berlin; † 24. März 1961 ebenda) war ein deutscher Operettenkomponist.

## Biografie
Walter Wilhelm Goetze wurde als Sohn eines Ministerialdirigenten in Berlin geboren. Die musikalische Begabung war ihm von seinem Vater mit in die Wiege gelegt worden; denn schon dieser war ein leidenschaftlicher Musikliebhaber gewesen. Nach dem Abitur war für Goetze schnell klar, dass für ihn nur ein Studium der Musik in Frage kam. In dem Wagnerianer Oskar Möricke fand er seinen Lehrmeister. Nachdem er sein Studium beendet hatte, wurde er Orchestermusiker am Berliner Kabarett „Pêle-mêle“. Die zweite Station seiner Karriere führte ihn zum Berliner „Intimen Theater“, wo er auch zum ersten Mal als Komponist von Chansons erfolgreich ans Licht der Öffentlichkeit trat. Viele davon übernahm er später in seine Bühnenwerke.

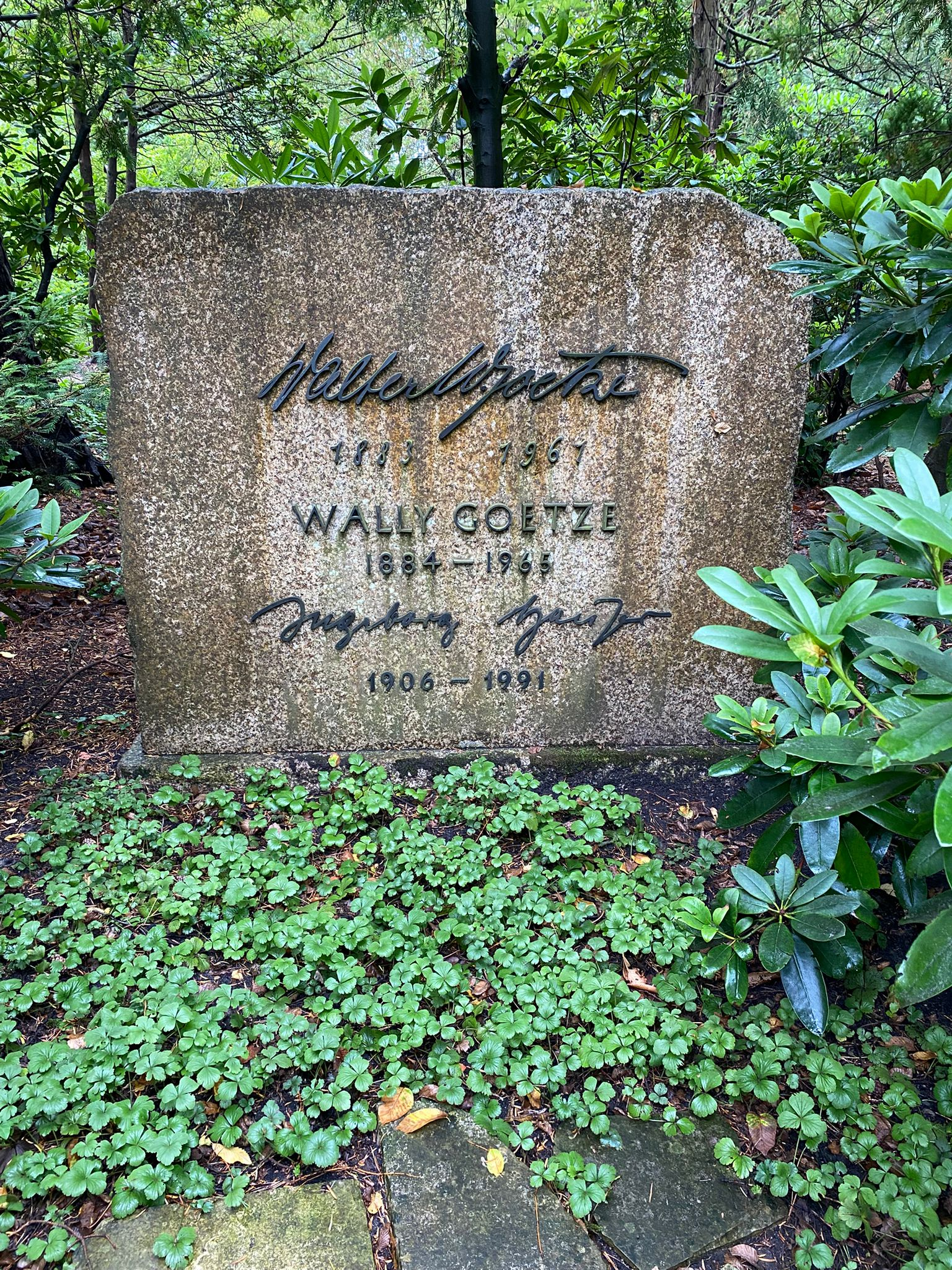
Grabstätte auf dem Parkfriedhof Lichterfelde

Danach fand Goetze als Kapellmeister an verschiedenen Stadttheatern Anstellung und komponierte nebenher. Schon nach wenigen Jahren konnte er es sich leisten, seine Engagements aufzugeben und als freischaffender Komponist von den Honoraren zu leben.
1911 wurde in Hamburg seine Fliegerposse Parkettsitz Nr. 10 uraufgeführt. Der richtige Erfolg stellte sich aber erst mit seinem zweiten Bühnenwerk ein, der Posse mit Musik in drei Akten Nur nicht drängeln, die 1912 in seiner Geburtsstadt zum ersten Mal über die Bühne ging. Von nun an folgten nahezu jedes Jahr ein bis zwei neue Bühnenwerke, überwiegend waren es Operetten.
Am erfolgreichsten davon war Ihre Hoheit – die Tänzerin, mit dem „Lied vom schwachen Stündchen“. Allein in Berlin wurde dieses Werk fast 700 mal in Folge gespielt, ist aber heutzutage fast vergessen. Dafür kennt man immer noch seine Operetten Adrienne mit dem schmissigen „Branntweinlied“ und Der goldene Pierrot, die es immer wieder mal schaffen, an einem Stadttheater oder an einer Tourneebühne aufgeführt zu werden.
Goetzes Absicht war, die Berliner Operette zu verfeinern und zu veredeln, was ihm teilweise auch gut geglückt ist. Am fruchtbarsten dabei war die Zusammenarbeit mit den Librettisten Richard Bars und Oskar Felix. Für die Musik von Goetze hat sich ganz besonders der Dirigent Franz Marszalek im WDR Köln mit beispielhaften Aufnahmen eingesetzt.
Walter Götze wurde auf dem Parkfriedhof Lichterfelde beigesetzt. 

## Werke (Auswahl)
- 1911: Parkettsitz Nr. 10, Posse mit Musik in einem Vorspiel und drei Akten (Libretto: Herman Haller und Willi Wolff)
- 1912: Nur nicht drängeln, Posse mit Musik in drei Akten (Libretto: Richard Keßler und Willy Prager)
- 1913: Wenn Männer schwindeln ...!, Musikalischer Schwank in drei Akten nach einem Lustspiel-Motiv von Fritz Friedmann-Frederich (Libretto: Bruno Decker und Robert Pohl)
- 1914: Der liebe Pepi, Operette in drei Akten (Libretto: Bruno Decker und Otto Sprinzel)
- 1918: Am Brunnen vor dem Tore, Singspiel in drei Akten (Libretto: Oskar Felix)
- 1919: Ihre Hoheit – die Tänzerin, Operette in drei Akten (Libretto: Richard Bars und Oskar Felix)
- 1920: Die Spitzenkönigin, Operette in drei Akten (Libretto: Richard Bars und Oskar Felix)
- 1926: Adrienne, Operette in drei Akten (Libretto: ursprünglich von Günther Bibo und Alexander Pordes-Milo; 1936 gestaltete Oskar Felix den Text völlig neu, und von da an wurde das Werk nur noch in dieser Fassung aufgeführt.)
- 1933: Der Page des Königs, Operette in sechs Bildern (Libretto: Oskar Felix und J. Rheinberg) UA: 21. Februar 1933 im Berliner Theater des Westens
- 1934: Der goldene Pierrot, Operette in acht Bildern (Libretto: Oskar Felix und Otto Kleinert)
- 1935: Schach dem König. Operette
- 1950: Liebe im Dreiklang, Operette in drei Akten (Libretto: Emil F. Malkowsky, Walter W. Goetze)